# Myrta Merlino
Myrta Merlino (Napoli, 3 maggio 1969) è una giornalista, conduttrice televisiva e autrice televisiva italiana.
Dopo aver lavorato presso il Consiglio dei Ministri della Comunità Economica Europea, dal 1995 è iscritta all'Ordine dei giornalisti italiani svolgendo la professione in diverse testate giornalistiche sia italiane, tra cui Il Mattino, Il Messaggero, Il Sole 24 Ore, sia internazionali come International Herald Tribune e Libération.
Nel corso della carriera ha inoltre scritto otto libri, schierandosi a favore dei diritti delle donne, diritti della comunità LGBT in Italia, della libertà di stampa e divenendo ambasciatrice UNICEF.

## Biografia
Figlia del francesista Giuseppe Merlino e della sinologa e direttrice dell'Istituto Italiano di Cultura di Pechino Annamaria Palermo, è diplomata al liceo classico.
Nonostante non vi siano informazioni sull’Ateneo che ha frequentato, varie biografie online riportano che Merlino abbia conseguito la laurea con lode in scienze politiche con una tesi in Diritto internazionale sulla Carta Comunitaria dei diritti fondamentali dei lavoratori. Come prima professione è stata assunta presso la Direzione Generale del Mercato Interno nell'ambito dei Servizi Finanziari per il Consiglio dei Ministri della Comunità Economica Europea.
La sua carriera giornalistica è iniziata con una collaborazione con la pagina economica del quotidiano Il Mattino, entrando nel 1995 nell'Ordine dei giornalisti italiani. Contemporaneamente prosegue la professione anche all'interno dei palinsesti televisivi Rai, inizialmente occupandosi di alcune inchieste per il programma Mixer, su Rai 2, proseguendo su Rai 3 ideando il programma Italia Maastricht assieme a Giovanni Minoli e Alan Friedman nel 1995. Successivamente è autrice dei programmi Energia e Mister Euro, quest'ultimo anche in veste di co-conduttrice, divenendo responsabile economica di Rai 3. Nel 1997 cura e conduce dieci puntate della rubrica sulla storia del Novecento ll segno del comando del programma La Storia siamo noi .
Tra il 2002 e il 2003, è stata responsabile dell'informazione di Rai Educational, e l'anno successivo è ospite fissa della trasmissione Casa Raiuno, in qualità di esperta economica. Tra il 2005 e il 2008 è stata autrice e conduttrice del programma di informazione Economix, prodotto da Rai Educational.
Nel 2009 approda a LA7, come autrice e conduttrice di Effetto Domino, un approfondimento economico in onda in seconda serata fino al 2011. Dal 2011 è stata ideatrice, autrice e conduttrice, sempre su LA7, del programma L'aria che tira. Nell'estate del 2014 la Merlino debutta in L'aria che tira stasera, quattro puntate in onda il lunedì in prima serata. Nel 2015 pubblica con Rizzoli Madri. Perché saranno loro a cambiare il Paese. Dal 15 novembre 2020 conduce un altro spin-off della sua trasmissione intitolato L'aria di domenica. Nel 2023, dopo aver lasciato LA7, passa a Mediaset, dove ha condotto Pomeriggio Cinque, in sostituzione di Barbara D'Urso, fino a giugno 2025.
Ha lavorato a lungo anche per la radio conducendo, all'interno del programma di Rai Radio 2 Alle otto della sera, una serie di puntate sulla storia della moneta e poi, sempre per Rai Radio 2, una serie di venti puntate dedicate alle biografie degli uomini che hanno cambiato la storia attraverso il denaro, dal titolo Re di Denari. Ha scritto per Il Sole 24 Ore, Il Messaggero, Panorama, International Herald Tribune, Libération, Families in Business, Nord e Sud, Il Secolo XIX, Il Resto del Carlino, La Gazzetta del Mezzogiorno. È stata autrice di un dizionario dei termini comunitari, distribuito in 250 000 copie con i quotidiani Il Mattino e La Gazzetta del Mezzogiorno. Moderatrice di numerosi convegni e incontri pubblici, nel corso degli anni ha intervistato i principali attori internazionali della vita politica ed economica.

## Vita privata
Ha avuto due figli gemelli, Pietro e Giulio Tucci, nel 1997 da una relazione iniziata all'età di 24 anni. Dagli inizi degli anni 2000 fino al 2016 è stata legata all'ex amministratore delegato di Invitalia Domenico Arcuri, con cui ha avuto una figlia, Caterina, nata nel 2001. Dal 2016 ha una relazione con l'ex allenatore ed ex calciatore della Juventus e della Nazionale Marco Tardelli.

## Filantropia e controversie

### Temi sociali
Aderisce al movimento femminista, sostenendo i diritti delle donne, esprimendosi contro il razzismo, le discriminazioni della comunità LGBT. Il 16 aprile 2019 diventa ambasciatrice UNICEF. Professionalmente la giornalista si è espressa a sostegno della libertà di stampa e della libertà di manifestazione del pensiero.
Nel giugno 2021, a seguito alla morte di George Floyd a Minneapolis negli Stati Uniti d'America, si mise in ginocchio nel corso della trasmissione L'aria che tira per appoggiare il movimento Black Lives Matter.
A seguito delle proteste studentesche per l'aumento dei prezzi di locazione e del caro affitti avvenuta in Italia nel 2023, ha espresso solidarietà presentandosi in una puntata de L'aria che tira seduta in una tenda.

### Posizioni politiche
Ha espresso disappunto nei confronti del Governo Meloni, riguardo sia alla legge di bilancio sia alle scelte politiche nei confronti della difesa dei diritti LGBT in Italia e alla legislazione sull'aborto sancita dalla Legge 194. La giornalista ha inoltre espresso disaccordo verso il ministro per la famiglia, la natalità e le pari opportunità Eugenia Maria Roccella, affermando: «una signora che dice che l'aborto non è un diritto. Francamente mia madre si rivolta in tomba, è stata una generazione di donne che ha tanto combattuto per quello».
Nel corso del programma L'aria che tira ha inoltre espresso disappunto verso politiche e dichiarazioni del Partito Democratico, Italia Viva, Lega e Movimento 5 Stelle, oltre che di esponenti come Silvio Berlusconi, Matteo Renzi, Matteo Salvini, Giuseppe Conte, Luigi Di Maio, Maria Elena Boschi e Mario Draghi.

### Denuncia di abuso sessuale
In un'intervista al programma TV di Klaus Davi su YouTube del 2013, raccontò che, durante un'intervista programmata all'allora ministro delle finanze francese Dominique Strauss-Kahn alla fine degli anni novanta a Davos, fu oggetto di «un tentato abuso sessuale» da parte del medesimo; lo respinse, senza tuttavia dar corso a denunce per evitare il clamore che ne sarebbe seguito.

### Accuse di abuso edilizio
Nel 2015 è stata processata per abuso edilizio a causa della realizzazione di opere di ristrutturazione nella sua villa di Cala Grande sull'Argentario senza avere richiesto i permessi necessari. La vicenda si è conclusa nel gennaio 2017 con una sentenza di non doversi procedere: i reati sono stati derubricati per «sopraggiunta compatibilità paesaggistica».

### Controversie sull'approccio televisivo e sulle condizioni lavorative aL'aria che tira
Il 30 novembre 2022 la Rappresentanza Sindacale Unitaria ha riportato segnalazioni pervenute da parte dei lavoratori sull’atteggiamento della giornalista in quanto «adotta nei confronti dei colleghi e del personale in appalto comportamenti incivili e maleducati; influenza la possibilità di prolungare contratti di personale specializzato che lavora professionalmente nella nostra azienda e condiziona le turnazioni del personale interno con motivazioni che non possono essere considerate né di tipo professionale né di tipo etico» chiedendo l'intervento di LA7 sulla questione.
Sebbene non vi sia stata una risposta ufficiale dall'azienda e da lei stessa, la conduttrice ha rilasciato una dichiarazione a Valerio Staffelli a Striscia la notizia, affermando: «Sono le famiglie, nelle famiglie ogni tanto esistono buoni umori, cattivi umori. Ma sono cose che di solito si gestiscono dentro la famiglia, non fuori. [...] È tutto sistemato. Sono dolcissima con i miei collaboratori. [...] Non prendete le fonti per buone, leggiti il comunicato sindacale e non dai siti».

## Programmi televisivi
- Mixer (Rai 2, 1994) inviata
- La storia siamo noi (RaiSat 3, 1997)
- Casa Raiuno (Rai 1, 2002-2004) ospite fisso
- Economix (Rai Edu 1, 2005-2009)
- Effetto domino (LA7, 2010-2011)
- L'aria che tira (LA7, 2011-2023)
  - L'aria che tira stasera (LA7, 2014-2023)
  - L'aria di domenica (LA7, 2020)
- Pomeriggio Cinque (Canale 5, 2023-2025)

### Autrice televisiva
- Italia Maastricht (Rai 3, 1995-2001)
- Energia
- Mister Euro

## Radio
- Alle 8 della sera (Rai Radio 2, 2001, 2004-2005)

## Opere
- La moneta, Sperling & Kupfer editore, 2003
- Gli Affari nostri, Sperling & Kupfer, 2006
- L'aria che tira, Sperling & Kupfer, 2012
- Madri. Perché saranno loro a cambiare il nostro Paese, Rizzoli, 2015
- Donne che sfidano la tempesta, Solferino, 2021

## Riconoscimenti
- 2014 – Premio Sulmona di Giornalismo[35]
- 2016 – Premio Semplicemente Donna per l'informazione[36]
- 2019 – Premio giornalistico Matilde Serao[37]
- 2020 – Premio Nazionale Pratola al giornalismo televisivo[38]

- 2021 – Premio Biagio Agnes per la Televisione[39]
- 2022 – Premio Pio Alferano[40]